# The Maiden Heist - Colpo grosso al museo
The Maiden Heist - Colpo grosso al museo (The Maiden Heist) è un film del 2009 diretto da Peter Hewitt con Morgan Freeman, Christopher Walken e William H. Macy.

## Trama
Un guardiano di un museo di Boston, Roger, scopre all'improvviso che l'intera collezione sarà trasferita a Copenaghen e non si rassegna all'idea di dover rinunciare per sempre alla vista della "Fanciulla solitaria" (il dipinto The Lonely Maiden).
Ma non è il solo: anche i suoi colleghi Charles e George sono ossessionati da due opere d'arte, un quadro raffigurante una donna con gatti ed una scultura di un guerriero greco.
I tre decideranno quindi di mettere in piedi un piano per rubare le opere prima del loro trasferimento in Danimarca.

## Curiosità
Sebbene nella finzione cinematografica il quadro venga presentato come dipinto da Marcel Robert nel 1875, in realtà esso è opera dell'artista contemporaneo Jeremy Lipking che lo ha creato appositamente per la produzione del film.